# Basauri
Pour les articles homonymes, voir Basauri.
Basauri est une commune de Biscaye dans la communauté autonome du Pays basque en Espagne. Le nom officiel de la ville est Basauri.

## Géographie
La ville est située au confluent du fleuve Nervion et de la rivière Ibazabal, au sud-ouest de l'agglomération de Bilbao. Elle compte plus de 40 000 habitants mais sa population tend à diminuer depuis quelques années. Cité laborieuse, la ville compte de nombreuses installations industrielles.
Basauri est situé dans la comarque métropolitaine du Grand Bilbao, des deux côtés du fleuve Nervion et dans la basse vallée des rivières Nervion et Ibaizabal. La ville se trouve à la confluence des deux principaux cours d'eau de Biscaye/Bizkaia, en formant une petite plaine fluviale sculptée par une série de méandres (zone limitrophe avec Etxebarri).  De même, les routes venant d'Orduña et de Durango se rejoignent à Basauri pour suivre le cours des deux rivières, à l'endroit où le quartier a pris le nom de Bidebieta (les deux chemins en basque).
À partir de la zone fluviale où est née la municipalité, le terrain s'élève progressivement en terminant dans la montagne Malmasin (361 m), de nature argileuse, où se situe la frontière avec la commune voisine d'Arrigorriaga.

## Quartiers

### Auzoak
Abaroa, Ariz, Arizgoiti (mairie), Artunduaga, Atxikorre, Atxukarro, Azbarren, Basozelai, Benta (Arizgain), Bidebieta, Bizkotzalde, Errekalde, Finaga, Ibarguen, Ibarre, Kalero (Kareaga) , Matadero (Gaztañabaltza) , Luzarre, Pozokoetxe, San Migel  (Elexalde) , Sarratu, Soloarte, Solobarria, Ugarte, Urbi, Uriarte et Zabalandi.

## Personnalités
- Itziar Ituño, actrice née dans la commune en 1974.